# Милиция Таджикистана

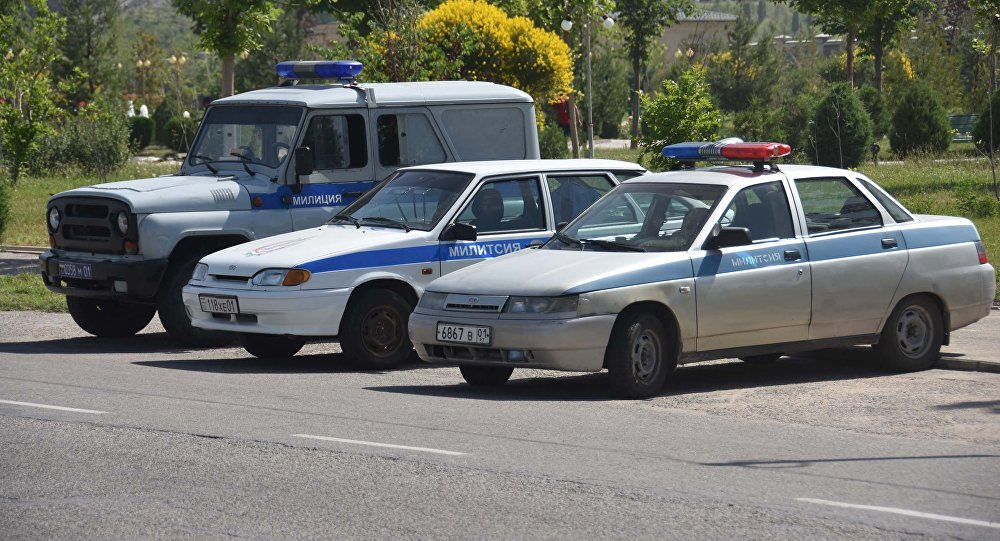
Автомобили милиции Таджикистана

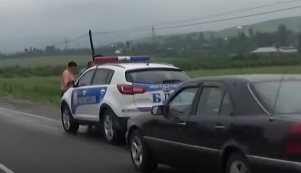
Автомобиль ДПС Таджикистана Kia Sportage. Сзади автомобиля видна таджикистанская аббревиатура БДА, также на автомобиле читабельна надпись Милитсия.

Мили́ция Таджикиста́на (тадж. Милитсияи Тоҷикистон / Милитсия) — составная часть системы Министерства внутренних дел Республики Таджикистан, правоохранительный орган, а также орган исполнительной власти.

## История

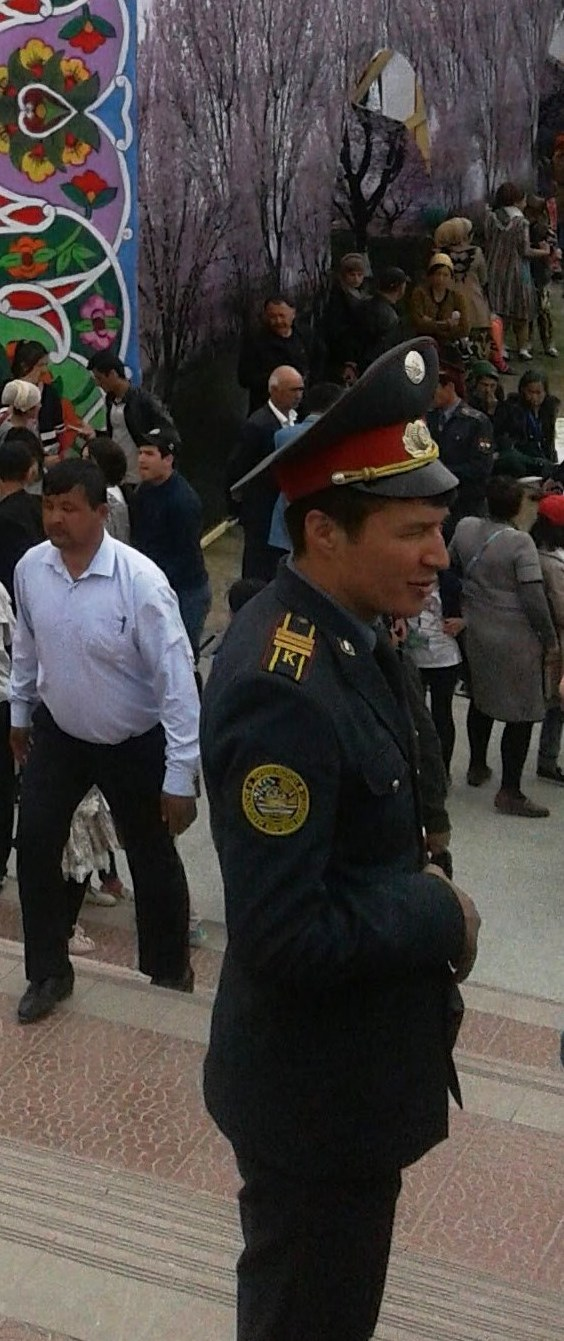

Милиция в Таджикистане предназначена для защиты жизни, здоровья, прав и свободы граждан Республики Таджикистан, иностранных граждан, лиц без гражданства, для противодействия преступности, охраны общественного порядка, собственности и для обеспечения общественной безопасности. Регулируется Законом Республики Таджикистан «О милиции».
Милиция Таджикистана состоит из различных управлений, подразделений и отделов, такие как управление уголовного розыска, управление по борьбе с незаконным оборотом наркотических веществ, управление по борьбе с организованной преступностью, управление охраны общественного порядка, следственное управление, экспертно-криминалистическое управление, паспортно-регистрационная служба, дорожно-патрульная служба и другие.
По состоянию на январь 2018 года, Таджикистан является одной из четырёх стран (наряду с Беларуси, Узбекистаном и Кыргызстаном), где до сих пор официально сохраняется термин милиция. Все остальные страны постсоветского пространства и бывшего социалистического лагеря в разные годы переименовали свои органы правопорядка на полицию.
Ежегодно 10 ноября в Таджикистане отмечается «День милиции», или «День сотрудников милиции».
Служебная форма и экипировка сотрудников милиции Таджикистана похожа на служебную форму и экипировку милиции СССР и милиции России (до ее реформирования в полицию). Служебная форма и экипировка сотрудников ДПС Таджикистана похожа на служебную форму и экипировку ДПС России.
Милиция Таджикистана в качестве транспортных средств используют ряд марок и моделей автомашин. Наиболее распространенным милицейским автомобилем (а также автомобилем ДПС) в Таджикистане являются автомобили марок и моделей Lada Priora, ВАЗ-2110, ВАЗ-2114 и ВАЗ-2107. Также используется достаточно большое количество автомобилей Hyundai Elantra, УАЗ Хантер, УАЗ Патриот, ВАЗ-2106, УАЗ-452, Газель. Также встречаются милицейские транспортные средства Mercedes-Benz, Iran Khodro Samand, Kia Sportage, Hummer, КамАЗ-43114 и другие.

## Аббревиатуры
Аббревиатура МВД, в том числе отображаемая на служебных транспортных средствах и служебных формах сотрудников на таджикском языке — ВКД, аббревиатура ДПС на таджикском языке — БДА Б-озрасии Д-авлатии А-втомобилӣ.